# 砂糖漬け

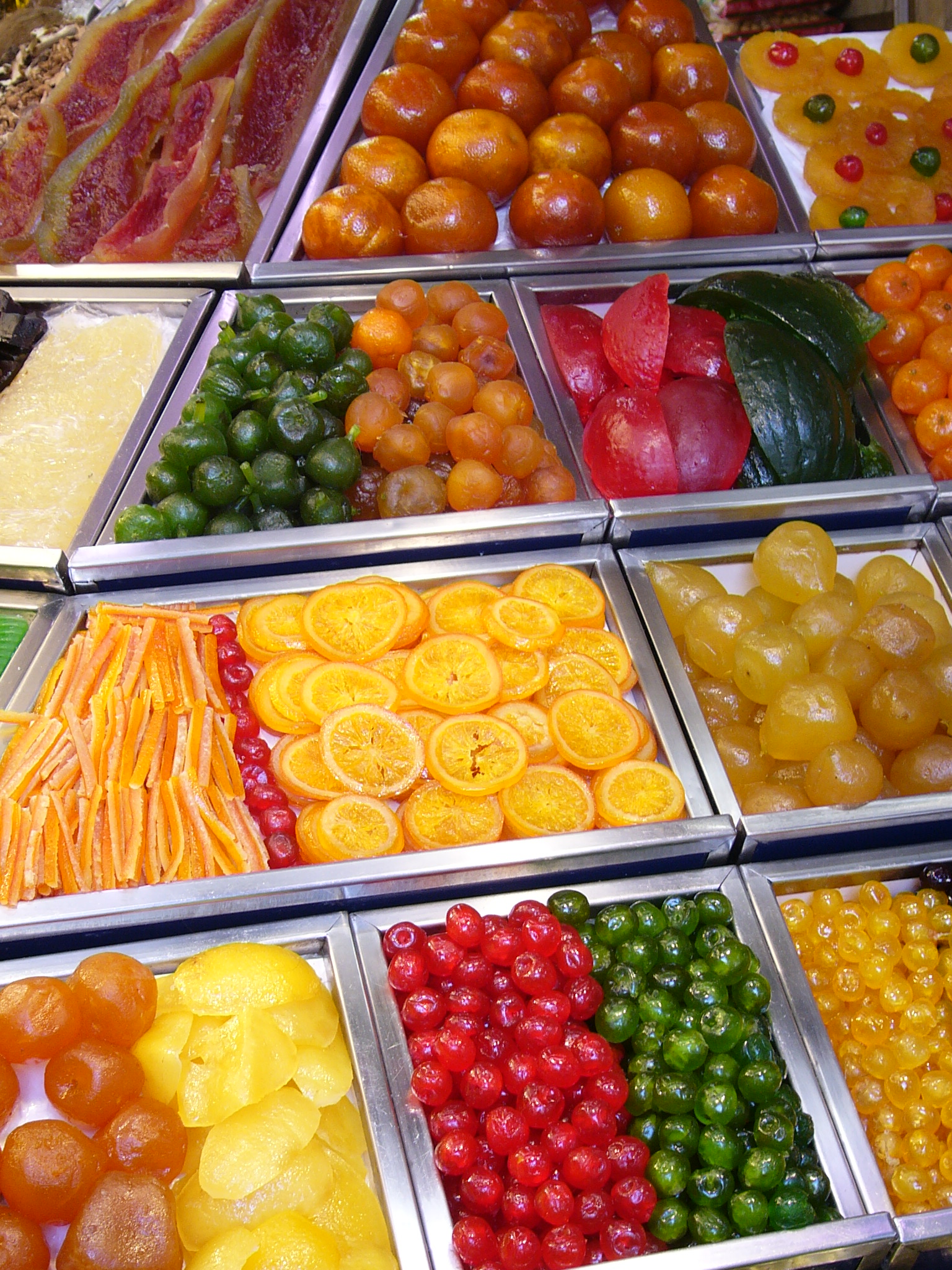
果物の砂糖漬け

砂糖漬け（さとうづけ、英：Candied fruit）とは、砂糖を使った保存食や食品、またはその調理法を指す。

## 概要
砂糖の特性である吸水性を利用して保存したい果物などを砂糖で取り巻き、雑菌や組織内の水分と外部の糖分を細胞壁を通して交換することで組織の中の水分を減らし、殺菌して腐敗を防ぐという方法が砂糖漬けの原理である。ナトリウムイオンなどに比べて糖分子は重いため、塩漬けに使う塩よりも大量の砂糖が必要となる。一般に、砂糖漬けには保存する果実の重さの45%から55%の砂糖が必要であり、最終的には全体の重さの3分の2を砂糖が占める。また、砂糖には吸収した水分を保持して保存対象の乾燥を防ぐ働きや、脂質の酸化を防ぐ働き、食品の香りを吸収して保持する働きがある。
砂糖漬け製品の消費期限は、冷蔵状態でおおむね1か月から半年くらいであり、塩漬け製品ほどの長期保存能力はない。しかし、塩漬けは塩抜きなどの処理や調理をしてからでないと食べられないが、砂糖漬けはそのまま食べられるという利点がある。
製法には、素材を砂糖シロップで煮詰めて乾燥させる、粉砂糖に漬けるなど、いろいろな方法がある。材料は食べやすいサイズに切る場合が多いが、皮だけを利用するものや、果実を丸ごと漬けるものもある。砂糖漬けの作業過程で形を留めないゼリー状にしたものがジャムである。ドライな砂糖漬けは飽和砂糖液を染み込ませた後に乾燥させるという作業を繰り返して作るため、ジャムと比べて完成までに時間と手間がかかる。

## 歴史
古代ギリシアではマルメロを蜂蜜、もしくはブドウ果汁のシロップ漬けにしていた。これがマーマレードの始まりと言われている。ヨーロッパで砂糖を使った砂糖漬けが作られ始めたのは13世紀頃からで、プロヴァンスやトゥールーズなど花や果物が豊富に取れる南フランスの特産品となり、砂糖が安価になった18世紀以降は家庭でも砂糖漬けが作られるようになった。
日本で砂糖漬けが作られるようになったのは、江戸時代中期のことである。当時は貴重品であり、幕府や藩の交易品や献上品として扱われることもあった。ザボンやカリンのような果実のほか、ショウガ、ハスの茎、ナス、ニンジンなど野菜の砂糖漬け、天門冬やハマボウフウ（浜防風）、黄精（ナルコユリの根。精力剤として用いられた）といった薬用植物の砂糖漬けが盛んに作られており、江戸時代には豆腐や昆布まで砂糖漬けの材料として用いられていた。また、琉球においても中国もしくは日本から砂糖漬けの製法が伝播され、キッパン（橘餅）やトウガンの砂糖漬けなどが作られている。
中世のフランスでは、フェンネルやアニスを混ぜた果物の砂糖漬けが、後年における胃薬や口臭予防のガムのような存在だった。また、裁判官への心付けや謝礼として、香辛料入りの砂糖漬けやジャムを贈る風習があった。当時は香辛料が貴重だったため、裁判官は貰った菓子を転売して収入を得ていたが、フランス革命によりこの賄賂性の強い風習は禁止された。

## 砂糖漬けの料理
家庭ではレモンや梅の実の短期保存に使われるほか、菓子として利用されるものが多く、マロングラッセのようにそのまま食べる場合や、アンゼリカのようにケーキやクッキーの飾り付けや風味付けに使われることも多い。シトロンの皮の砂糖漬けのような発酵食品のほか、醤油などの塩分も併用した佃煮や漬物もある。中国では適当な大きさに切った砂糖漬けを白湯に入れ、甘い飲料として中国茶と共に供することもある。